# Xanthomixis
A Xanthomixis a madarak osztályának verébalakúak (Passeriformes) rendjébe és a madagaszkári poszátafélék (Bernieridae) családja tartozó nem.

## Rendszerezésük
A nemet Richard Bowdler Sharpe angol ornitológus írta le 1881-ben, az alábbi fajok tartoznak ide:
- rövidcsőrű bülbül (Xanthomixis zosterops)
- szürkebóbitás bülbül (Xanthomixis cinereiceps)
- Appert-bülbül (Xanthomixis apperti)
- sianaka bülbül (Xanthomixis tenebrosa[2] vagy Crossleyia tenebrosa[1])

## Előfordulásuk
Madagaszkár területén honosak. Természetes élőhelyei a szubtrópusi vagy trópusi erdők. Állandó, nem vonuló fajok.

## Megjelenésük
Testhosszuk 14-17 centiméter közötti.